# 취국 (1982년 드라마)
《취국》은 1982년 11월 20일에 방영된 TV문학관이다.

## 줄거리
김동지(김인태)는 내시 집안의 8대째 가장이다. 그는 조선왕조의 마지막 임금인 순종을 모신 내시였으나 한일 합방 이후 내시제도가 없어지고 세상이 변함에 따라 그의 집안은 급격히 몰락해가는데...

## 출연
- 하미혜
- 반효정
- 김인태
- 김순철
- 임혁
- 기정수
- 최명수
- 이영
- 황범식
- 김종구
- 하대경
- 전병옥
- 이정훈
- 최호창
- 이윤정